# Massimo Volta
Pour les articles homonymes, voir Volta.
Massimo Volta (né le 14 mai 1987 à Desenzano del Garda, dans la province de Brescia en Lombardie) est un footballeur italien qui joue au poste de défenseur. Il évolue actuellement à l'AS Carpenedolo.

## Biographie
Massimo Volta est un jeune défenseur italien. Formé à Carpenedolo il est acheté par la Sampdoria en 2007. 
Le club génois le prête trois saisons consécutives pour lui faire engranger de l'expérience. Ce n'est donc que trois ans après son arrivée qu'il fait ses débuts en équipe première, à l'occasion du tour préliminaire de Ligue des champions contre le Werder Brême le 18 aout 2010. Il est titularisé au poste d'arrière droit puis passe en défense centrale peu après l'heure de jeu à la suite de l'expulsion de Stefano Lucchini.
Après deux saisons comme titulaire, il est de nouveau prêté pour une saison, le 31 août 2012 au club espagnol du Levante UD.